# Władimir Maksimow
Władimir Maksimow, ros. Владимир Емельянович Максимов, właśc. Lew Samsonow (ur. 27 listopada 1930 w Moskwie, zm. 26 marca 1995 w Paryżu) – rosyjski pisarz, dysydent, w 1974 wydalony z ZSRR, redaktor naczelny emigracyjnego kwartalnika rosyjskiego Kontinient.

## Życiorys
W młodości pracował fizycznie, następnie jako dziennikarz. W 1961 debiutował utworem Zagospodarujemy ziemię. Od 1963 był członkiem Związku Pisarzy ZSRR. Na początku lat 70 jego sekretarzem był krótko Władimir Bukowski. W 1971 opublikował pierwszą dużą powieść Siedem dni stworzenia, nawiązującą do symboliki biblijnej. Po wydaniu w samizdacie rozrachunkowej powieści Kwarantanna (1973) wykluczony ze Związku Pisarzy i skierowany na przymusowe leczenie psychiatryczne. W 1974 po kampanii przeprowadzonej przez obrońców praw człowieka na Zachodzie pozbawiony obywatelstwa ZSRR i deportowany do Francji.
W latach 1974–1992 był redaktorem naczelnym kwartalnika Kontinient (z którym współpracowali także Jerzy Giedroyc i Józef Czapski), publikował także dalsze powieści. W 1983 został dyrektorem wykonawczym Międzynarodówki Oporu, która miała koordynować działania emigracji z krajów komunistycznych.

## Twórczość
- A człowiek żyje... (wyd. polskie 1964)
- W stronę horyzontu: opowiadania  (wyd. polskie 1969)
- Tam, gdzie nic już się nie liczy: dramat w 3 aktach (wyd. polskie 1983)
- Spojrzenie w otchłań (wyd. polskie 1993)
- Wędrowanie ku śmierci (wyd. polskie 2003)